# Кристоф фон Папенхайм Стари
Кристоф фон Папенхайм Стари (на немски: Christoph von Pappenheim; † 1 май 1562) е имперски наследствен маршал на сеньорат Папенхайм в Бавария от линията Папенхайм-Алесхайм.

## Произход
Той е син на маршал Зигмунд II фон Папенхайм († 1536) и внук на маршал Зигмунд I фон Папенхайм († 1496) и Магдалена фон Шаумберг. Роднина е на Кристоф фон Папенхайм († 1539), епископ на Айхщет (1535 – 1539). Брат е на Томас I фон Папенхайм († 1552) и на Хаупт III (Хаупто, Хайнрих) III фон Папенхайм († 1559).

## Фамилия
Първи брак: с Анна фон Фелберг. Бракът е бездетен.
Втори брак: с Барбара Готцман († 22 януари 1576). Те имат една дъщеря:
- Магдалена фон Папенхайм († 24 юни 1602), омъжена I. за Волфганг II фон Папенхайм (* 27 октомври 1535; † 6 март 1585), II. за Кристоф Улрих фон Папенхайм (* 15 април 1546; † 11 декември 1599)